# 臺中市高級中等學校列表
臺中市高級中等學校列表表列出台灣臺中市各地區的普通型、技術職業型、綜合型高級中等學校與特殊教育學校。

## 市區
| 學校名稱                             | 創校/在台復校年分 | 學校地址                 | 連絡電話    | 網址                                                |
| 臺中市立臺中第一高級中等學校         | 1915年            | 北區育才街2號            | 04-22226081 | http://w2.tcfsh.tc.edu.tw/ （页面存档备份，存于）   |
| 臺中市立臺中女子高級中等學校         | 1919年            | 西區自由路一段95號       | 04-22205108 | http://www.tcgs.tc.edu.tw （页面存档备份，存于）    |
| 臺中市立臺中第二高級中等學校         | 1922年            | 北區英士路109號          | 04-22021521 | http://www.tcssh.tc.edu.tw （页面存档备份，存于）   |
| 臺中市立臺中家事商業高級中等學校     | 1935年            | 東區和平街50號           | 04-22223307 | http://www.tchcvs.tc.edu.tw （页面存档备份，存于）  |
| 臺中市私立新民高級中學               | 1936年            | 北區健行路111號          | 04-22334105 | http://www.shinmin.tc.edu.tw （页面存档备份，存于） |
| 國立中興大學附屬臺中高級農業職業學校 | 1937年            | 東區台中路283號          | 04-22810010 | http://www.tcavs.tc.edu.tw/ （页面存档备份，存于）  |
| 臺中市立臺中工業高級中等學校         | 1938年            | 南區高工路191號          | 04-22613158 | http://www.tcivs.tc.edu.tw （页面存档备份，存于）   |
| 臺中市私立宜寧高級中學               | 1951年(復)        | 西屯區東大路一段555號    | 04-22613411 | http://www.inhs.tc.edu.tw （页面存档备份，存于）    |
| 馬禮遜美國學校                       | 1952年            | 北屯區水湳路136-1號      | 04-22921171 | http://hs.mca.org.tw （页面存档备份，存于）         |
| 臺中市私立明德高級中學               | 1953年            | 南區明德街84號           | 04-22877676 | http://www.mdhs.tc.edu.tw/ （页面存档备份，存于）   |
| 臺中市私立衛道高級中學               | 1954年(復)        | 北屯區四平路161號        | 04-22911187 | http://www.vtsh.tc.edu.tw/ （页面存档备份，存于）   |
| 臺中市立啟聰學校                     | 1956年            | 西屯區安和路1號          | 04-23584040 | http://www.thdf.tc.edu.tw （页面存档备份，存于）    |
| 臺中市立忠明高級中學                 | 1957年            | 西區博館路166號          | 04-23224690 | http://www.cmsh.tc.edu.tw （页面存档备份，存于）    |
| 東海大學附屬高級中等學校             | 1958年            | 西屯區臺灣大道四段1727號 | 04-23590269 | http://www.hn.thu.edu.tw （页面存档备份，存于）     |
| 臺中市私立曉明女子高級中學           | 1963年            | 北區中清路一段606號      | 04-22921175 | http://www.smgsh.tc.edu.tw （页面存档备份，存于）   |
| 臺中市立東山高級中學                 | 1970年            | 北屯區景賢六路200號      | 04-24360166 | http://www.tsjh.tc.edu.tw/ （页面存档备份，存于）   |
| 臺中市立西苑高級中學                 | 1970年            | 西屯區西苑路268號        | 04-27016473 | http://www.sysh.tc.edu.tw （页面存档备份，存于）    |
| 臺中市私立嶺東高級中學               | 1971年            | 南屯區嶺東路2號          | 04-23898940 | http://www.lths.tc.edu.tw （页面存档备份，存于）    |
| 臺中市立文華高級中等學校             | 1989年            | 西屯區寧夏路240號        | 04-23124000 | http://www.whsh.tc.edu.tw （页面存档备份，存于）    |
| 台中美國學校                         | 1989年            | 北屯區園巷21-1號         | 04-22397532 | http://www.ast.tc.edu.tw/ （页面存档备份，存于）    |
| 臺中市立惠文高級中學                 | 2000年            | 南屯區公益路二段298號    | 04-22503928 | http://www.hwsh.tc.edu.tw/ （页面存档备份，存于）   |
| 臺中市立臺中特殊教育學校             | 2000年            | 南屯區公益路二段296號    | 04-22582289 | http://www.tcspe.tc.edu.tw （页面存档备份，存于）   |
| 臺中市私立葳格高級中學               | 2010年            | 北屯區軍福十八路328號    | 04-24371728 | http://www.wagor.tc.edu.tw （页面存档备份，存于）   |

## 屯區
| 學校名稱                         | 創校年分 | 學校地址              | 連絡電話    | 網址                                               |
| 臺中市私立明台高級中學           | 1949年   | 霧峰區萊園路91號      | 04-23393071 | http://www.mths.tc.edu.tw/ （页面存档备份，存于）  |
| 臺中市私立光華高級工業職業學校   | 1951年   | 太平區東平路18號      | 04-23949009 | http://www.khvs.tc.edu.tw （页面存档备份，存于）   |
| 臺中市立霧峰農業工業高級中等學校 | 1955年   | 霧峰區中正路1222號    | 04-23303118 | http://www.wufai.edu.tw （页面存档备份，存于）     |
| 臺中市私立明道高級中學           | 1960年   | 烏日區中山路一段497號 | 04-23372101 | http://www.mingdao.edu.tw （页面存档备份，存于）   |
| 臺中市私立大明高級中學           | 1964年   | 大里區新仁路三段210號 | 04-24821027 | http://www.tmsh.tc.edu.tw （页面存档备份，存于）   |
| 臺中市立大里高級中學             | 1967年   | 大里區國中路365號     | 04-24067870 | http://www.dlsh.tc.edu.tw （页面存档备份，存于）   |
| 臺中市私立僑泰高級中學           | 1970年   | 大里區樹王路342號     | 04-24063936 | http://www.ctas.tc.edu.tw （页面存档备份，存于）   |
| 臺中市私立青年高級中學           | 1971年   | 大里區中湖路100號     | 04-24963333 | http://www.youth.tc.edu.tw/ （页面存档备份，存于） |
| 臺中市私立立人高級中學           | 1971年   | 大里區中興路二段380號 | 04-24834138 | http://www.lzsh.tc.edu.tw （页面存档备份，存于）   |
| 臺中市私立慈明高級中學           | 1972年   | 太平區光德路388號     | 04-22713911 | http://www.tmhs.tc.edu.tw （页面存档备份，存于）   |
| 臺中市立長億高級中學             | 1990年   | 太平區長億六街1號     | 04-22799267 | http://www.cyhs.tc.edu.tw （页面存档备份，存于）   |
| 臺中市私立華盛頓高級中學         | 1998年   | 太平區廍仔坑路26號    | 04-23934712 | http://www.whs.tc.edu.tw （页面存档备份，存于）    |
| 國立中興大學附屬高級中學         | 2001年   | 大里區東榮路369號     | 04-24875199 | http://www.dali.tc.edu.tw （页面存档备份，存于）   |

## 山線
| 學校名稱                     | 創校年分 | 學校地址                   | 連絡電話    | 網址                                               |
| 臺中市立新社高級中學         | 1925年   | 新社區中和街三段國中巷10號 | 04-25812116 | http://www.sshs.tc.edu.tw/ （页面存档备份，存于）  |
| 臺中市立豐原商業高級中等學校 | 1935年   | 豐原區圓環南路50號         | 04-25283556 | http://www.fyvs.tc.edu.tw （页面存档备份，存于）   |
| 臺中市立后綜高級中學         | 1935年   | 后里區三豐路80號           | 04-25562012 | http://www.hzsh.tc.edu.tw （页面存档备份，存于）   |
| 臺中市立東勢工業高級中等學校 | 1946年   | 東勢區東關路646號          | 04-25872136 | http://www.tsvs.tc.edu.tw （页面存档备份，存于）   |
| 臺中市立豐原高級中等學校     | 1954年   | 豐原區水源路150號          | 04-25290381 | http://www.fysh.tc.edu.tw （页面存档备份，存于）   |
| 臺中市立神岡工業高級中等學校 | 1956年   | 神岡區中山路627號          | 04-25623421 | http://www.skjhs.tc.edu.tw/ （页面存档备份，存于） |
| 臺中市立啟明學校             | 1968年   | 后里區三豐路72號           | 04-25562126 | http://www.cmsb.tc.edu.tw （页面存档备份，存于）   |
| 臺中市私立惠明盲校           | 1972年   | 大雅區雅潭路四段336號      | 04-25660124 | http://www.hmsh.tc.edu.tw （页面存档备份，存于）   |
| 臺中市私立玉山高級中學       | 1978年   | 東勢區東崎路四段399號      | 04-25771313 | http://www.yssh.tc.edu.tw （页面存档备份，存于）   |
| 臺中市私立弘文高級中學       | 1993年   | 潭子區中山路三段221巷96號  | 04-25340011 | http://www.hwhs.tc.edu.tw （页面存档备份，存于）   |
| 臺中市私立常春藤高級中學     | 2000年   | 潭子區潭興路一段165巷320號 | 04-25395066 | http://www.ivyjhs.tc.edu.tw （页面存档备份，存于） |
| 國立中科實驗高級中學         | 2009年   | 大雅區平和路227號          | 04-25686850 | http://www.nehs.tc.edu.tw/ （页面存档备份，存于）  |

## 海線
| 學校名稱                     | 創校年分 | 學校地址                | 連絡電話    | 網址                                               |
| 臺中市立大甲工業高級中等學校 | 1937年   | 大甲區開元路71號        | 04-26874132 | http://www.tcvs.tc.edu.tw （页面存档备份，存于）   |
| 臺中市立大甲高級中等學校     | 1940年   | 大甲區中山路一段720號   | 04-26877165 | http://www.djsh.tc.edu.tw/ （页面存档备份，存于）  |
| 臺中市立清水高級中等學校     | 1946年   | 清水區中山路90號        | 04-26222116 | http://www.cshs.tc.edu.tw/ （页面存档备份，存于）  |
| 臺中市立沙鹿工業高級中等學校 | 1952年   | 沙鹿區臺灣大道七段823號 | 04-26621795 | http://www.slvs.tc.edu.tw （页面存档备份，存于）   |
| 臺中市私立致用高級中學       | 1959年   | 大甲區甲東路512號       | 04-26872354 | http://www.cycivs.tc.edu.tw （页面存档备份，存于） |
| 臺中市私立嘉陽高級中學       | 1970年   | 清水區中航路三段1號     | 04-26152166 | http://www.cysh.tc.edu.tw （页面存档备份，存于）   |
| 臺中市立中港高級中學         | 1993年   | 梧棲區文昌路400號       | 04-26578270 | http://www.cgsh.tc.edu.tw （页面存档备份，存于）   |
| 臺中市立龍津高級中等學校     | 2001年   | 龍井區三港路130號       | 04-26304536 | http://www.ljjhs.tc.edu.tw/ （页面存档备份，存于） |